# Oberscheld
Oberscheld is een plaats in de Duitse gemeente Dillenburg, deelstaat Hessen, en telt 2184 inwoners (2007).

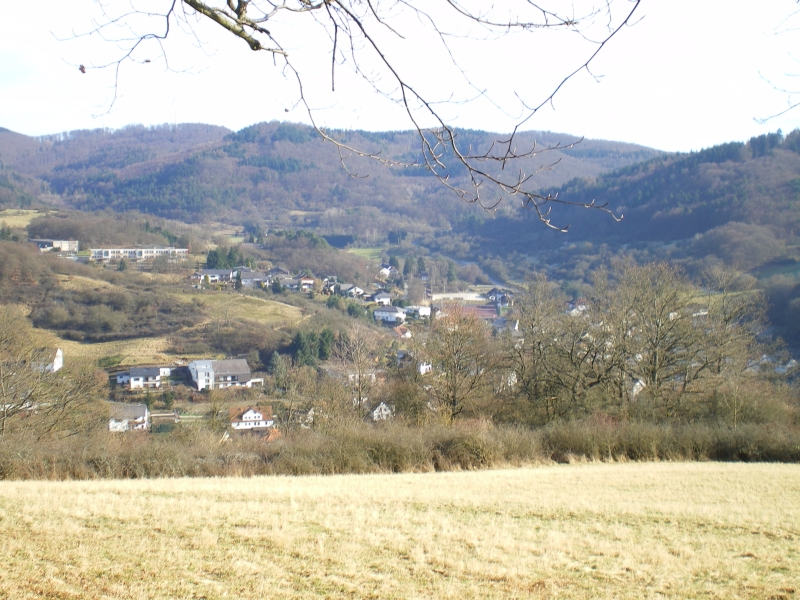
Oberscheid